# Arenarba destituta
Arenarba destituta là một loài bướm đêm trong họ Noctuidae.